# Elsie Windes
Elsie Windes (17 de junio de 1985) es una jugadora de waterpolo estadounidense. Después de jugar para la Universidad de California, se unió a la selección nacional de Estados Unidos en 2006. Ella ayudó a los EE. UU. a ganar una medalla de plata en los Juegos Olímpicos de 2008 y una medalla de oro en los Juegos Olímpicos de 2012.

## Carrera
Windes jugó en el equipo de waterpolo en Beaverton High School. Ella fue la MVP del Estado de Oregón de 2003 y llevó a su equipo al campeonato estatal de 2003. Ella también ganó todos los honores de la liga en tres ocasiones.
Windes comenzó su carrera universitaria en la Universidad de California en 2004. Como estudiante de primer año, anotó 33 goles para clasificar segunda en el equipo. Ella llevó a los Bears en la puntuación del año siguiente, con 51 goles, y fue el tercer equipo de All-American. En 2006, Windes dirigió el equipo de nuevo, con 40 goles. Fue nombrada para el segundo equipo de All-American. Anotó 23 goles en su último año en el 2007. Ella tiene la octava mayor cantidad de goles en la historia de la escuela.
Windes se unieó a la selección nacional de EE. UU. en 2006. En 2007, anotó cinco goles en la Liga Mundial FINA Super Final y cuatro goles en los Juegos Panamericanos, ayudando a los EE. UU. a primeros lugares en los dos torneos. En 2008, Windes tenía cinco goles en la Liga Mundial FINA Super Final, como parte de los EE. UU. terminó en segundo lugar. Ella ganó una medalla de plata con los EE. UU. en los Juegos Olímpicos de Verano de 2008, marcando un gol.

## Vida personal
Windes nació el 17 de junio de 1985, en Portland, Oregón. Ella reside en Huntington Beach, California. Mide 5 pies y 11 pulgadas de altura. Tanto su padre como su hermana practican el waterpolo.